# Барахтенко Володимир Сергійович
Володимир Сергійович Барахтенко (рос. Владимир Сергеевич Барахтенко; 6 грудня 1989, Усть-Кут — 7 листопада 2022, Харківська область Україна) — російський офіцер, майор ЗС РФ. Герой Російської Федерації (посмертно).

## Біографія
Народився 6 грудня 1989 року у місті Усть-Кут Іркутської області. Надалі сім'я переїхала до міста Благовіщенська Амурської області, де він з 2003 по 2007 рік навчався у військово-патріотичному класі школи № 26. Зі шкільних років активно займався хокею з шайбою, спортивним орієнтуванням.
З 2007 року — у Збройних силах Російської Федерації, курсант Далекосхідного вищого загальновійськового командного училища, після закічнення якого його було розподілено до Центру спеціального призначення (ЦСН) «Сенеж». На базі ЦСП пройшов снайперську підготовку. Неодноразово залучався до боротьби з національно-визвольними рухами Північного Кавказу і на війну в Сирії на боці режиму Асаду.
С 24 лютого 2022 року брав участь у повномасштабному вторгненні в Україну. Загинув під час виконання чергового бойового завдання на харківському напрямку між містами Балаклія і Ізюм.
Похований в Солнечногорську.

## Нагороди
- Герой Російської Федерації (2023, «за мужність і героїзм, виявлені у виконанні військового обов'язку», посмертно);
- Медаль «Учаснику військової операції в Сирії»;
- два ордени Мужності.